# Jan Hellriegel
Jan Hellriegel (Waitakere, ...) è una cantautrice e attrice neozelandese.

## Biografia
Jan Hellriegel ha piazzato cinque album nella classifica neozelandese: in particolare, It's My Sin, nel 1992, alla 5ª posizione, e Sportsman of the Year, nel 2019, all'8ª. In quella dei singoli ne sono invece entrati sei negli anni 90 ed ha raggiunto il piazzamento massimo alla numero 4, con il suo singolo di debutto The Way I Feel, nel 1992. Ha interpretato il ruolo minore della sacerdotessa di Mnemonia nella serie televisiva Xena - Principessa guerriera.

## Discografia

### Album
- 1992 – It's My Sin
- 1995 – Tremble
- 2012 – All Grown Up
- 2013 – Lost Songs
- 2019 – Sportsman of the Year'

### Singoli
- 1992 – The Way I Feel
- 1992 – It's My Sin
- 1993 – No Idea
- 1993 – Westy Gals
- 1994 – Wings Of Steel
- 1995 – Manic (Is A State Of Mind)
- 1995 – Geraldine
- 1996 – Pure Pleasure
- 1997 – Sentimental Fool
- 1998 – Melusine
- 2013 – Venus Is Dead
- 2014 – Bottom of My Heart
- 2014 – Because You
- 2015 – For The Love Of Glory